# عملیات ویژه آرام‌سازی
عملیات ویژه آرام‌سازی (به آلمانی: Außerordentliche Befriedungsaktion؛ که با عنوان کوته‌نوشت AB-Aktion نیز شناخته می‌شود) دومین مرحله از اقدامات خشونت‌آمیز آلمان نازی در طول جنگ جهانی دوم با هدف از میان بردن روشنفکران و طبقات بالای جمهوری دوم لهستان در سرتاسر سرزمین‌هایی بود برای انضمام نهایی به خاک آلمان در نظر گرفته شده بودند. بیشتر کشتارها به صورت ناپدید شدن قهری در چندین شهر و شهرک لهستان هنگام ورود آلمان ترتیب داده شده بودند. در بهار و تابستان ۱۹۴۰، بیش از ۳۰٬۰۰۰ شهروند لهستانی توسط مقام‌های نازی در لهستان مرکزی تحت اشغال، موسوم به دولت عمومی، دستگیر شدند. حدود ۷۰۰۰ نفر از این افراد از جمله رهبران جامعه، استادان، معلمان و کشیشان (که به عنوان مظنون فعالیت‌های جنایتکارانه شناسایی شده بودند) سپس به شکل پنهانی در محل‌های مختلفی از جمله در جنگل پالمیری در نزدیکی پالمیره به قتل رسیدند. باقی ایشان به اردوگاه‌های کار اجباری آلمان فرستاده شدند.

## تاریخچه
کشتار دسته‌جمعی رهبران، سیاستمداران، هنرمندان، اشراف، روشنفکران و افراد مظنون به فعالیت ضد نازی در لهستان از پاییز سال ۱۹۳۹ آغاز شد و توسط آلمان نازی به عنوان اقدامی پیشگیرانه برای مقابله با هر گونه مقاومت در لهستان، و نیز جلوگیری از شورش لهستانی‌ها هنگام حمله از پیش برنامه‌ریزی شده آلمان به فرانسه صورت پذیرفت. AB-Aktion ضد لهستانی توسط هانس فرانک، فرمانده دولت عمومی برنامه‌ریزی شد. طرح همچنین در طی یک سری نشست‌های پنهانی میان گشتاپو و NKVD با مقامات اتحاد جماهیر شوروی به بحث و گفتگو گذاشته شد.
نخستین
قتل‌های روشنفکران لهستانی بلافاصله پس از حمله آلمان رخ دادند، و از پاییز ۱۹۳۹ تا بهار ۱۹۴۰ ادامه داشتند. این عملیات با عنوان اینتلیگنتساکتسیون، طرحی برای از میان بردن روشنفکران و رهبران لهستانی در بخش غربی کشور بود که توسط آینزاتس‌گروپن و فولکس‌دویچه زلبست‌شوتز انجام شدند. در نتیجه این عملیات ۶۰٬۰۰۰ نجیب‌زاده لهستانی، معلم، کارآفرین، مددکار اجتماعی، کشیش، قاضی و فعال سیاسی در ۱۰ نقطه کشته شدند. اینتلیگنتساکتسیون سپس جای خود را به عملیات AB-Aktion آلمان در سرزمین‌های اشغالی لهستان مرکزی داد. هر دو عملیات کشتار، طبق فهرستی با عنوان «فهرست دشمنان رایش» به پیش رفتند که پیش از جنگ توسط آلمانی‌های ساکن لهستان تهیه شده بود و پیش از عملیات توسط اطلاعات آلمان تحت عنوان Sonderfahndungsbuch Polen (کتاب پیگرد ویژه لهستان) چاپ شده بود.
پیش از عملیات ویژه آرام‌سازی، در اواخر ۱۹۳۹ و اوایل ۱۹۴۰، بیشتر استادان دانشگاه‌ها، روشنفکران، نویسندگان، سیاستمداران، معلمان و سایر افراد نخبه جامعه لهستان به مدت کوتاهی توسط گشتاپو دستگیر شدند و نام آنها ثبت شد. فرانک سرانجام اجرای عملیات را در ۱۶ مه ۱۹۴۰ مورد تأیید قرار داد. در هفته‌های بعد، پلیس آلمان، گشتاپو، اس دی و واحدهای ورماخت تقریباً ۳۰٬۰۰۰ لهستانی را در شهرهای بزرگ آن کشور، از جمله ورشو، ووچ، لوبلین و کراکوف دستگیر کردند. دستگیرشدگان در تعدادی از زندانها از جمله زندان بدنام پاویاک گذاشته شدند و تحت بازجویی‌های وحشیانه مقام‌های نازی قرار گرفتند. پس از گذراندن مدتی در زندان‌ها، لهستانی‌های دستگیر شده به اردوگاه‌های کار اجباری آلمان، به ویژه اردوگاه‌های آشویتس، زاخسنهاوزن و ماوتهاوزن منتقل شدند. تقریباً ۳۵۰۰ روشنفکر لهستانی در محل‌های کشتار دسته‌جمعی در پالمیره در نزدیکی ورشو، فیرلژ، وینسنتینوف در نزدیکی رادوم، و در جنگل بلیژن در نزدیکی سکارژسکو-کامیننا اعدام شدند.